# アーケノサウルス
アーケノサウルス（Aachenosaurus）は古代の植物の疑問名属名の一つである。この属名は最初、カモハシ恐竜（ハドロサウルス類）の顎の骨の一部と考えられた断片的な化石に基づいて命名された。しかし、後にこの化石が珪化木であることが判明し、発見者にとって大きな失態となった。属名は「アーヘンのトカゲ」という意味であり、化石がモレネ（ベルギーとドイツの間にあった中立地帯）のアーヘン層で発見されたことに由来する。
アーケノサウルスのシノニムとしては1889年もしくは1890年にMaurice Hovelacque博士によって創設されたアーケノキシロン（Aachenoxylon）がある。

## 研究史
アーケノサウルスは科学者（アベでもある）のGerard Smetsによって発見され、1888年10月31日にタイプ種Aachenosaurus multidens として命名、記載された。断片的化石に基づいており、Smetsはこれを体長4-5 mで、真皮の棘を持つハドロサウルス類のものだと考えた。Smetsは肉眼、拡大鏡、顕微鏡を駆使して自説を弁護したものの、誤りはすぐにルイ・ドロによって証明されてしまった。Smetsは最初、自身の同定を弁護したが、再び中立委員会により間違いが証明された。その後Smetsは純粋な恥ずかしさから完全に科学から撤退してしまったという噂があるものの、これは真実ではないとされる。

## 参照
1. 1 2  Smets, G. (1888). "Notices palaeontologiques". Ann.Soc. Science Brussels (Bulletin de la société Belge de Géologie de Paléontologie & D'Hydrologie), 12 (2): pp. 193-214
2. ↑  Namebank Record Detail
3. ↑  Cambridge Journals Online - Abstract
4. ↑  Full text of "Catalogue of the Mesozoic plants in the British museum (Natural history) The Cretaceous flora"
5. ↑  Wright, John (2014-11-06) (英語). The Naming of the Shrew: A Curious History of Latin Names. Bloomsbury Publishing. ISBN 978-1-4088-2035-3